# Kościół św. Jadwigi w Krakowie (na Stradomiu)
Kościół św. Jadwigi – kościół, który znajdował się od XIV wieku do 1789 roku na Stradomiu, dawnym przedmieściu Kazimierza, obecnie to Kraków ulica Stradomska 12-14.

## Historia
Najstarsza wzmianka o kościele św. Jadwigi pochodzi z 1378. Jego fundację podjął jednak najprawdopodobniej już wcześniej król Kazimierz Wielki (według Jana Długosza – w 1360), a kontynuowała ją jego siostra, królowa Węgier Elżbieta Łokietkówna. Kościół wzniesiono dla zakonu bożogrobców, których sprowadzono tu z pobliskiego Miechowa. Dokładne daty budowy nie są znane - wedle tutejszego przeora  Samuela Nakielskiego kościół ukończono w 1383, a klasztor bożogrobców na początku XV w. Znane są jednak przekazy źródłowe świadczące o pracach przy kościele jeszcze w połowie XV w. Kościół, zwrócony frontem do traktu łączącego Kraków z Kazimierzem, otaczały po obu stronach klasztor oraz szpital. Być może początkowo nosił podwójne wezwanie (także św. Elżbiety).
Kilkakrotnie kompleks bożogrobców ulegał pożarom – w 1473, 1536 i 1556. I schyłku XVI stulecia w kościele znajdowało się sześć ołtarzy, z czego cztery znajdowały się w prezbiterium, oddzielonym od nawy żelazną kratą. W 1655, podczas potopu szwedzkiego kościół ponownie został spalony. Staraniem prepozyta ks. Augustyna Wolskiego odbudowano go w stylu barokowym; nowa świątynia została konsekrowana w 1674 przez biskupa Mikołaja Oborskiego. Szpital stał się wówczas przytułkiem dla "podeszłych w leciech i wypracowanych w Koronie polskiej szlachty". Wzniesiony wtedy kościół był świątynią orientowaną, jednonawową, z prezbiterium zakończonym półkolistą apsydą. Pięcioprzęsłową nawę sklepiono kolebkowo, z lunetami.
W 1796 zabudowania kościoła i klasztoru zajęli Austriacy (bożogrobców przeniesiono do kościoła św. Barbary). Zaborcy dokonali przebudowy kościoła i klasztoru w jednolity, potężny gmach, w którego murach zachowano jednak substancję kościoła. Wzniesiono wielki, trzypiętrowy budynek w stylu klasycystycznym z jednolitą fasadą frontową; skromna dekoracja nawiązywała do funkcji gmachu – utworzono tu urząd celny.
W ramach prowadzonych do 1799 prac budowlanych kościół podzielono na trzy kondygnacje, które podzielono ścianami działowymi. W ścianach wykuto nowe okna, a w centrum gmachu – nie do końca pokrywającym się z osią dawnego kościoła – dodano ryzalit z trójkątnym przyczółkiem z napisem Si vis pacem para bellum.
Po likwidacji Rzeczypospolitej Krakowskiej gmach przeznaczono na pocztę, a gdy tę przeniesiono na Wielopole, znalazły tu siedzibę władze wojskowe. W budynku znajdowała się komenda I Korpusu Austro-Węgier, m.in. działy odpowiedzialne za przygotowanie terenu podległego korpusowi do operacji wojennych i za organizację wojska (np. wydział fortyfikacyjny, sądowniczy, ewidencyjny). W czasie II Rzeczypospolitej budynek był w użytkowaniu Wojska Polskiego i mieściło się w nim Dowództwo Okręgu Korpusu Nr V. Po II wojnie światowej przeznaczono budynek na mieszkania.
W 2010 ze względu na zagrożenie katastrofą budowlaną nadzór budowlany wydał decyzję o zamknięciu budynku, a rok później władze miejskie zgodziły się na sprzedaż nieruchomości. W 2013 roku firma Angel Poland Group zakupiła obiekt w celu przebudowy na kompleks apartamentowo-hotelowy. Na przełomie 2019 i 2020 roku prace budowlane na terenie obiektu stały się przedmiotem sporu między ww. firmą deweloperską a małopolskim konserwatorem zabytków w związku z rozbiórką fragmentu dawnego kościoła. W wyniku trwającej 10 lat przebudowy powstał hotel 12|14 Stradom House ze 125 pokojami hotelowymi, dwiema restauracjami oraz barem „Hedwig’s” ulokowanym w dawnej kaplicy. Natomiast w miejscu dawnego przedszkola powstał apartamentowiec na 135 lokali z podziemnym parkingiem na 150 miejsc. W czasie jego budowy w 2018 odkryto dawny cmentarz z 1609 pochówkami.
Dawny kościół św. Jadwigi w Krakowie jest częścią tzw. Małopolskiego Szlaku Bożogrobców. 

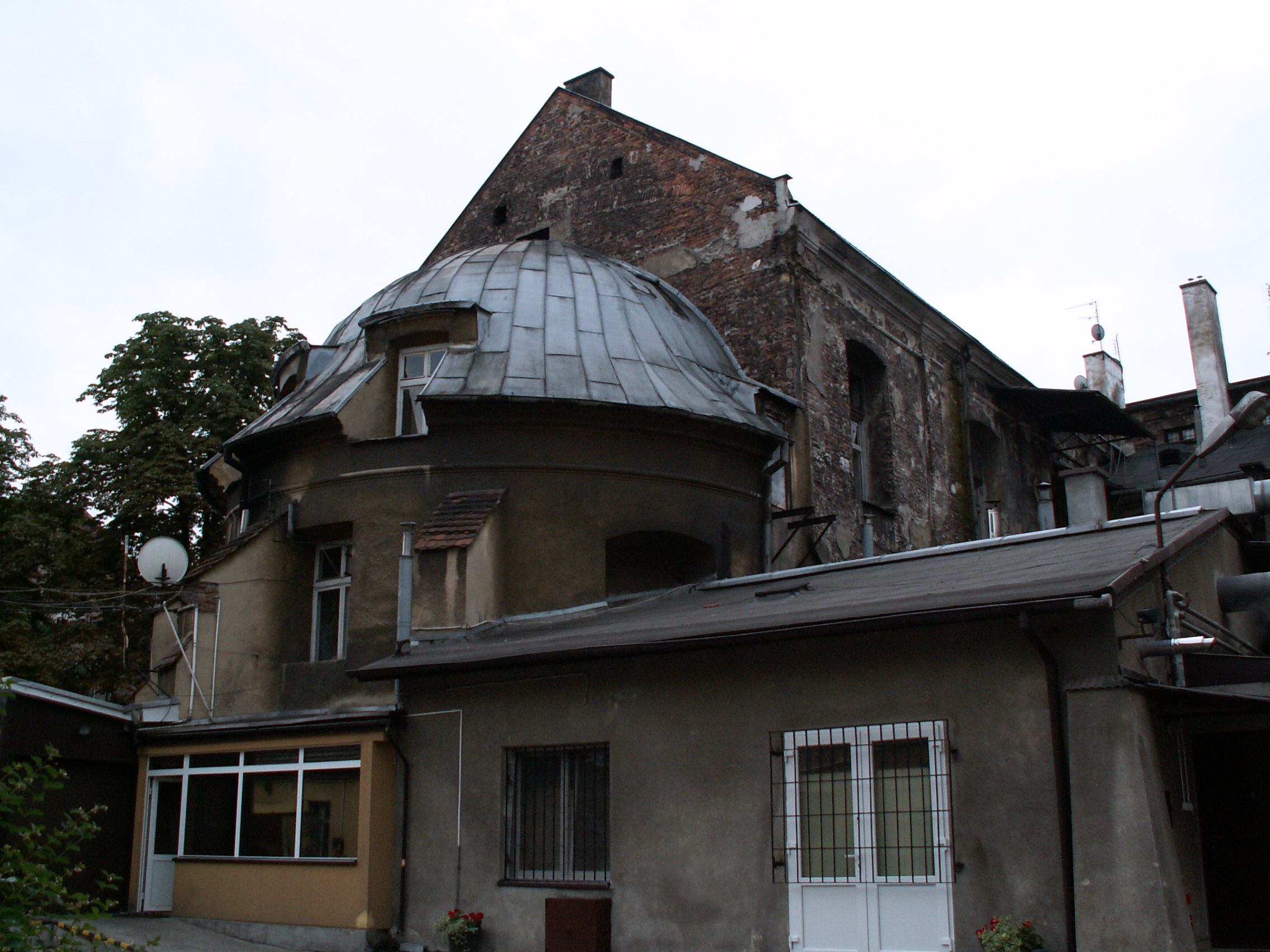
Dawna apsyda kościoła, ówcześnie mieszkania (rok 2010)
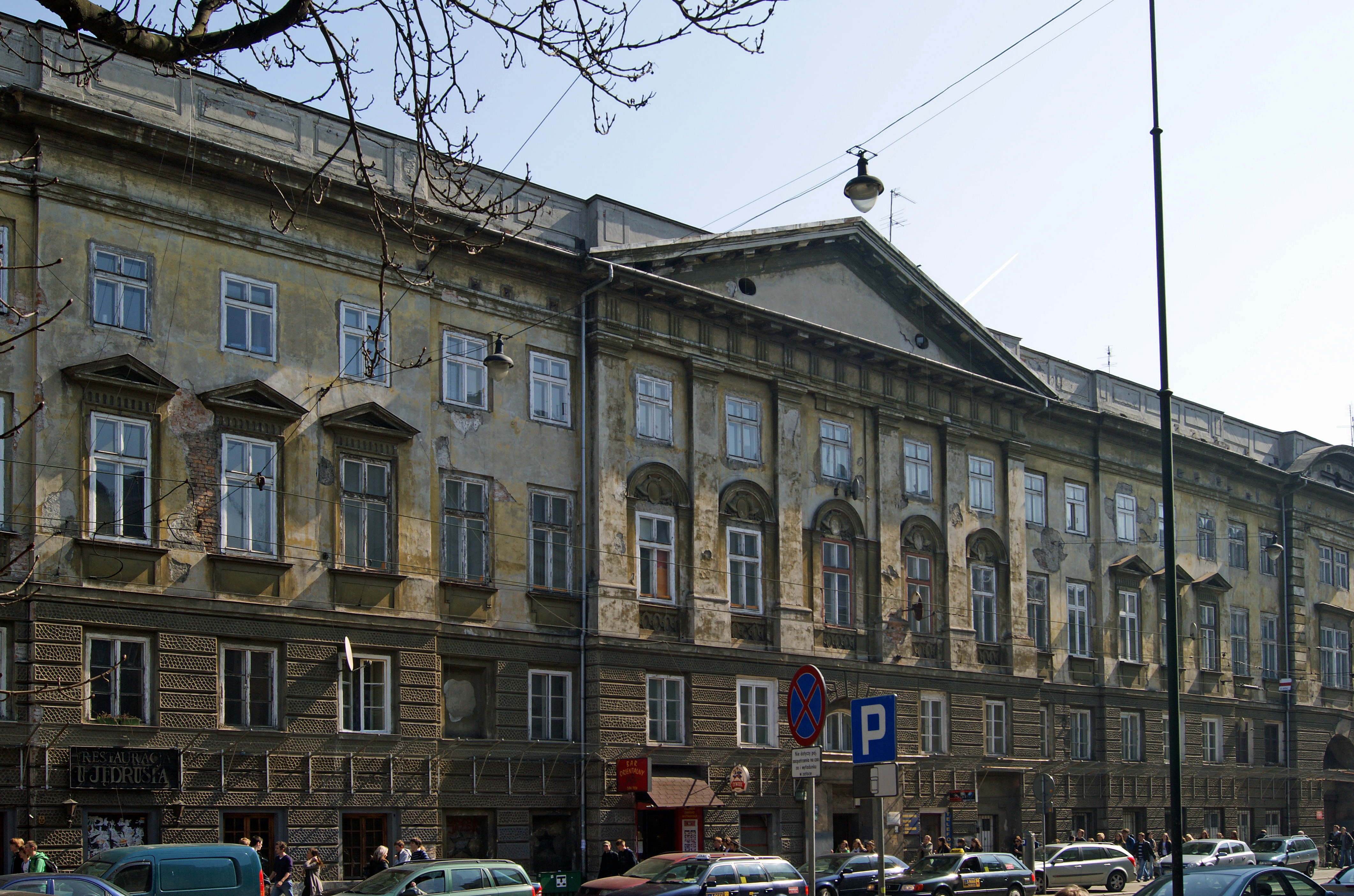
Fasada kamienicy (rok 2011)
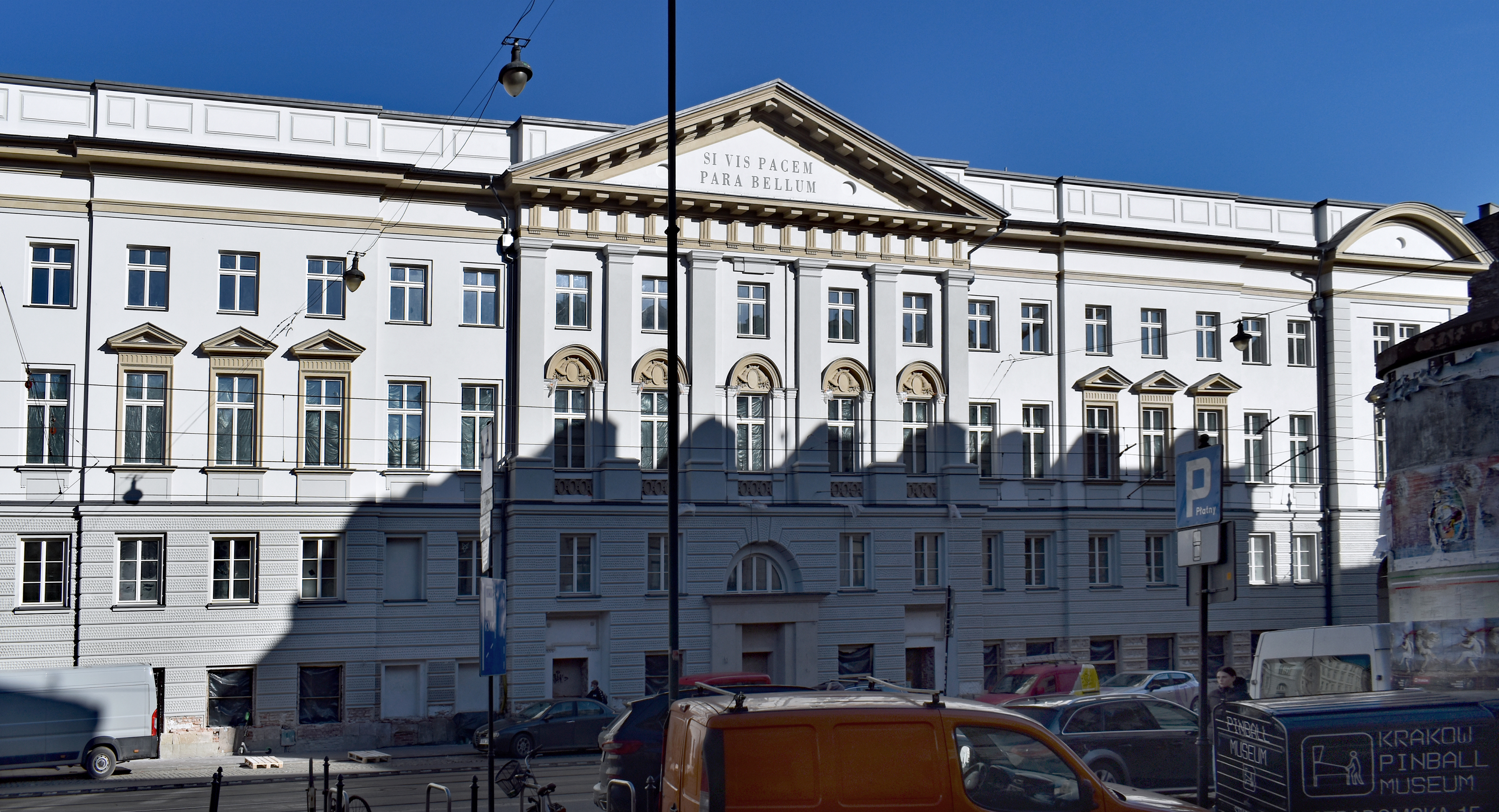
Fasada kamienicy (rok 2022)